# Шлезвиг-Гольштейн-Зондербург

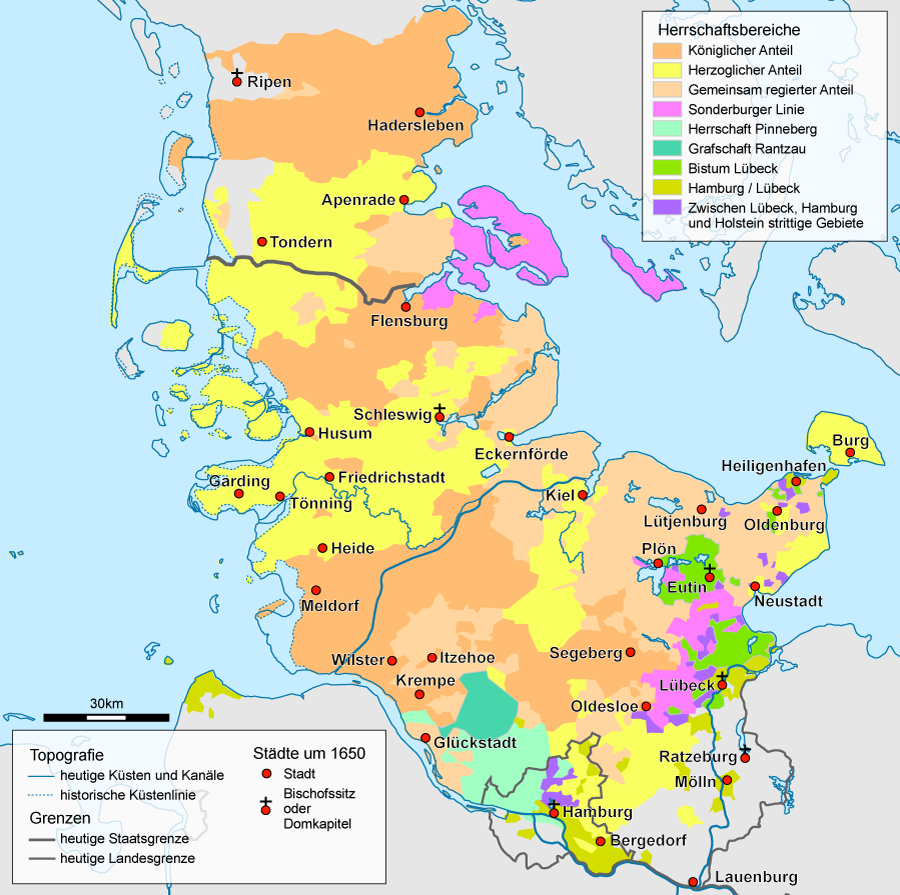
Шлезвиг-Гольштейн в 1650 году

Шлезвиг-Гольштейн-Зондербург (нем. Schleswig-Holstein-Sonderburg) — титулярное герцогство, подвластное датской короне в 1564—1668 годах. Часть его находилась на территории Дании (в герцогстве Шлезвиг — в основном на островах Альс и Эрё, а также вокруг Глюксбурга), а часть входила в состав Священной Римской империи (в герцогстве Гольштейн — амты Плён, Аренсбёк и Райнфельд).

## История
В 1544 году датский король Кристиан III разделил территорию герцогств Шлезвиг и Гольштейн на часть, принадлежащую королю Дании и две части, которые были переданы его младшим единокровным братьям в обмен на отречение от прав на королевский трон. Когда в 1580 году скончался, не имея наследника, Ганс Шлезвиг-Гольштейн-Хадерслевский, и его герцогство было разделено между герцогом Адольфом и королём Фредериком II, то Фредерик II передал полученную часть герцогства своему младшему брату Гансу II. Столицей нового герцогства стал Зондербург (современный датский Сённерборг), и потому новую герцогскую линию стали называть Шлезвиг-Гольштейн-Зондербург. После смерти Ганса II его герцогство было разделено между сыновьями, и так образовались вторичные генеалогические линии. Далее эти линии продолжали дробиться, а иногда сливались между собой. Необходимо подчеркнуть, что это были не государственные образования, а лишь титулярные владения, некоторые из них имели площадь всего несколько квадратных километров. Таких фиктивных правителей называли вымороченными герцогами.

## Генеалогические линии
Основная линия дома Шлезвиг-Гольштейн-Зондербург шла через герцога Александра, третьего сына Ганса II, который жил в замке Зондербург. После банкротства 1667 года Зондербургская часть герцогства отошла датской короне. От этой линии отошли следующие:
- Шлезвиг-Гольштейн-Зондербург-Францхаген (центр — замок Францхаген в Шулендорфе), от герцога Ганса Кристиана
- Так называемая католическая линия Шлезвиг-Гольштейн-Зондербург, от герцога Александра Гейнриха
- Шлезвиг-Гольштейн-Зондербург-Визенбург (центр — замок Визенбург в Вильденфельсе, Саксония), от герцога Филиппа Людвига
- Шлезвиг-Гольштейн-Зондербург-Августенбург (центр — замок Августенборг), от герцога Эрнста Гюнтера. Эта линия пресеклась в 1931 году. Самым известным представителем линии была германская императрица Августа Виктория.
- Шлезвиг-Гольштейн-Зондербург-Бек, от герцога Августа Филиппа: Макет замка Зондербург — изначальной резиденции правителей Шлезвиг-Гольштейн-Зондербурга

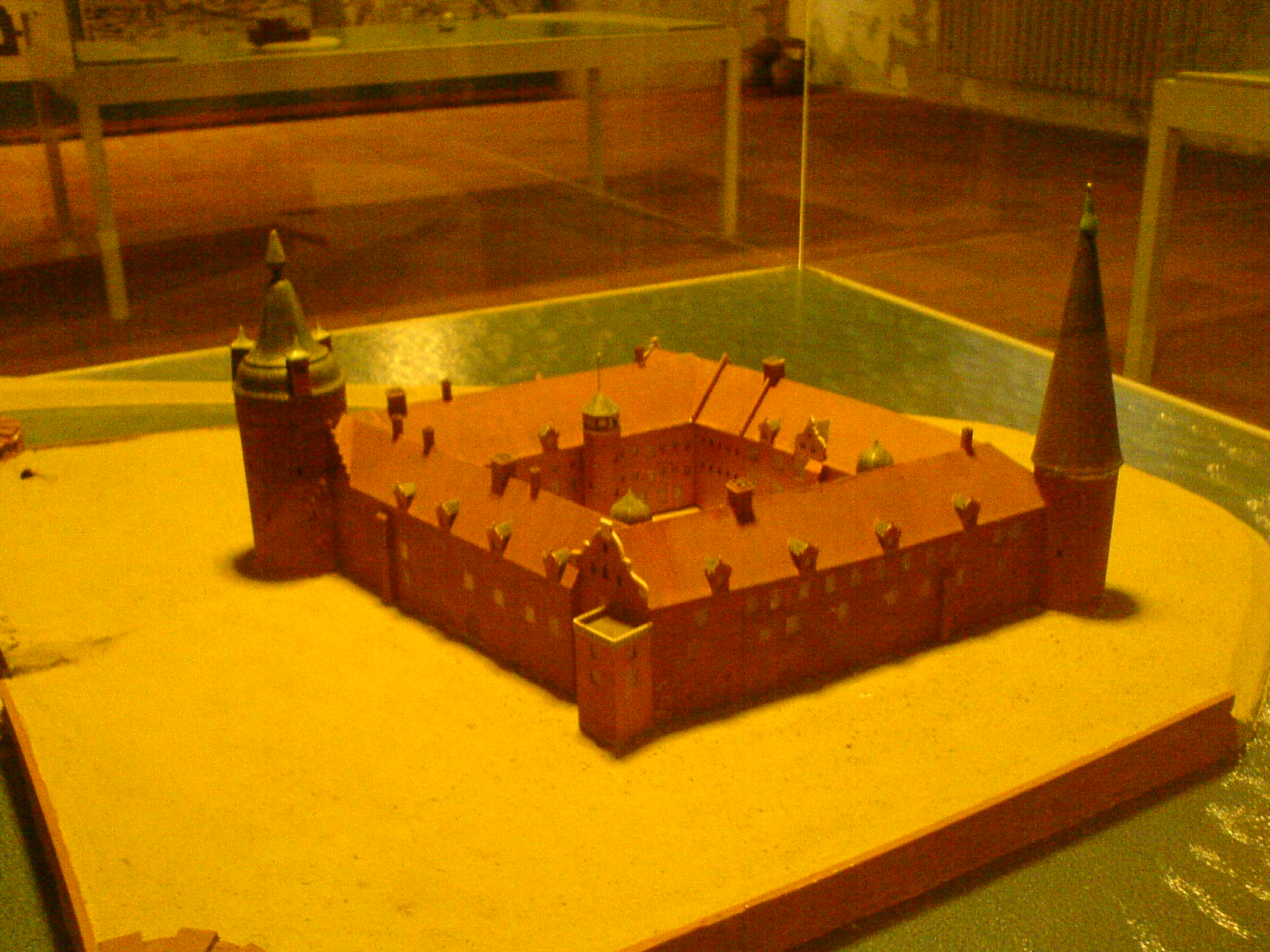
Макет замка Зондербург — изначальной резиденции правителей Шлезвиг-Гольштейн-Зондербурга

  - Александр I (1573-1622-1627) Шлезвиг-Гольштейн-Зондербург

1. Август Филипп I (11.XI.1612-1627-31.X.1675) Шлезвиг-Гольштейн-Зондербург-Бек
2. Август I (13.II.1652-1675-26.IX.1689)
3. Фридрих Вильгельм I (2.V.1682-1689-26.VI.1719)
4. Фридрих Людвиг I (1653-1719-1728)
5. Фридрих Вильгельм II (18.VI.1687-1728-11.XI.1749)
6. Фридрих I (4.XI.1723-1749-6.V.1757)
7. Карл Людвиг I Фридрих (1690-1757-1774)
8. Пётр Август I Фридрих (1696-1774-1775)
9. Фридрих Карл I Людвиг (1757-1775-1816)
10. Фридрих Вильгельм III Пауль (1785-1816-1831) Шлезвиг-Гольштейн-Зондербург-Глюксбург c 1825
11. Карл I (1813-1831-1863-1878)
12. Фридрих I (1814-1863-1866-1885) — герцогство отошло к Пруссии

- - Младшая линия дома Шлезвиг-Гольштейн-Зондербург-Глюксбург, идёт от герцога Фридриха Вильгельма. К этой линии принадлежали монархи нескольких европейских государств.

Старшая линия дома Шлезвиг-Гольштейн-Зондербург-Глюксбург идёт от герцога Филиппа. Эта линия пресеклась в 1780-х.
Линия Шлезвиг-Гольштейн-Зондербург-Эрё (центр — остров Эрё) идёт от герцога Кристиана. Он умер в 1633 году, не оставив наследника, и его владения были разделены между другими родственниками.
Линия Шлезвиг-Гольштейн-Зондербург-Плён (центр — замок Плён) идёт с 1623 года от герцога Иоахима Эрнста. Линия пресеклась в 1761 году. От неё отделились младшие ветви
- Шлезвиг-Гольштейн-Зондербург-Плён-Ретвиш (центр — Ретвиш), от герцога Иоахима Эрнста II. Линия пресеклась в 1729 году.
- Младшая линия Шлезвиг-Гольштейн-Зондербург-Норбург

Старшая линия Шлезвиг-Гольштейн-Зондербург-Норбург идёт от герцога Иоганна Адольфа, поселившегося в замке Норбург на острове Альс. После банкротства 1669 года в 1679 году объединилась с линией Шлезвиг-Гольштейн-Зондербург-Плён.

Резиденции островных герцогов
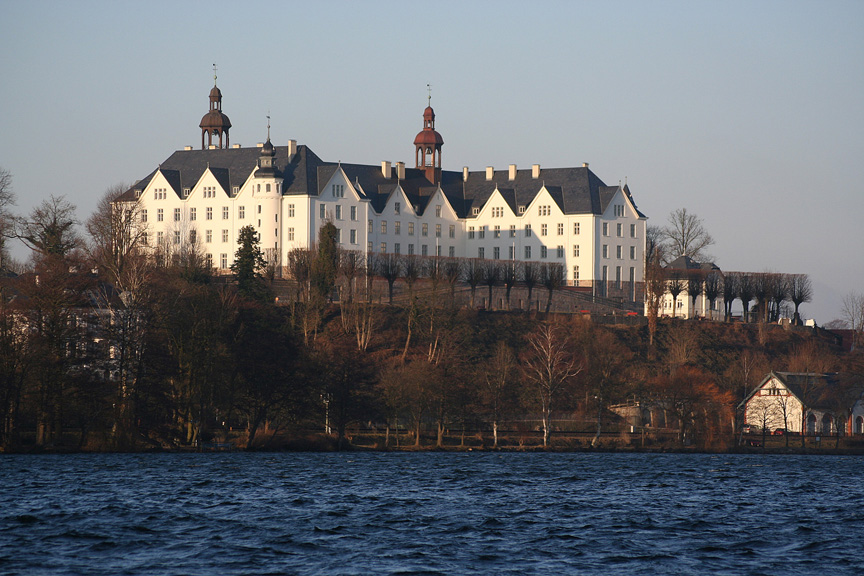
Замок Плён
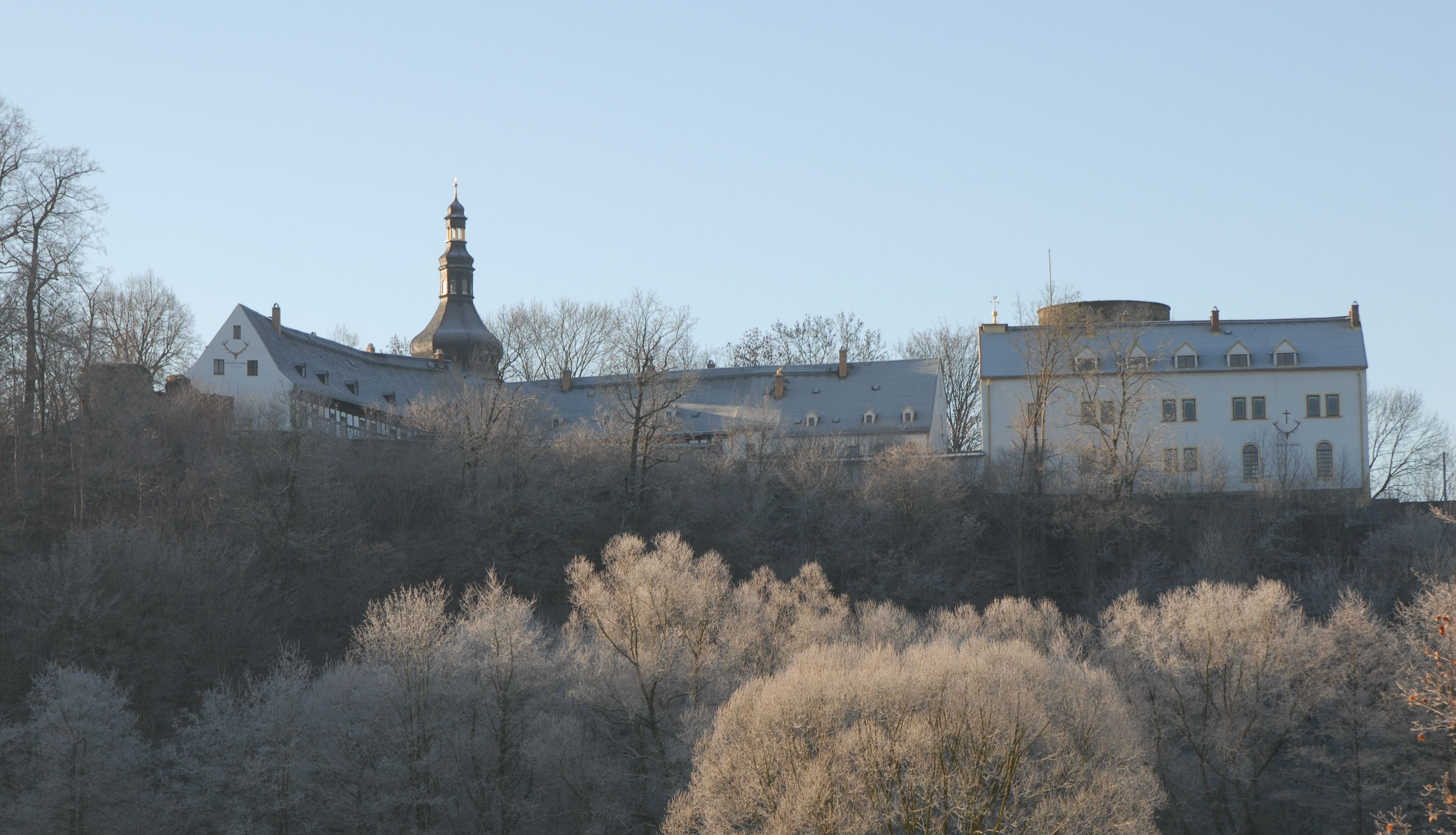
Замок Визенбург
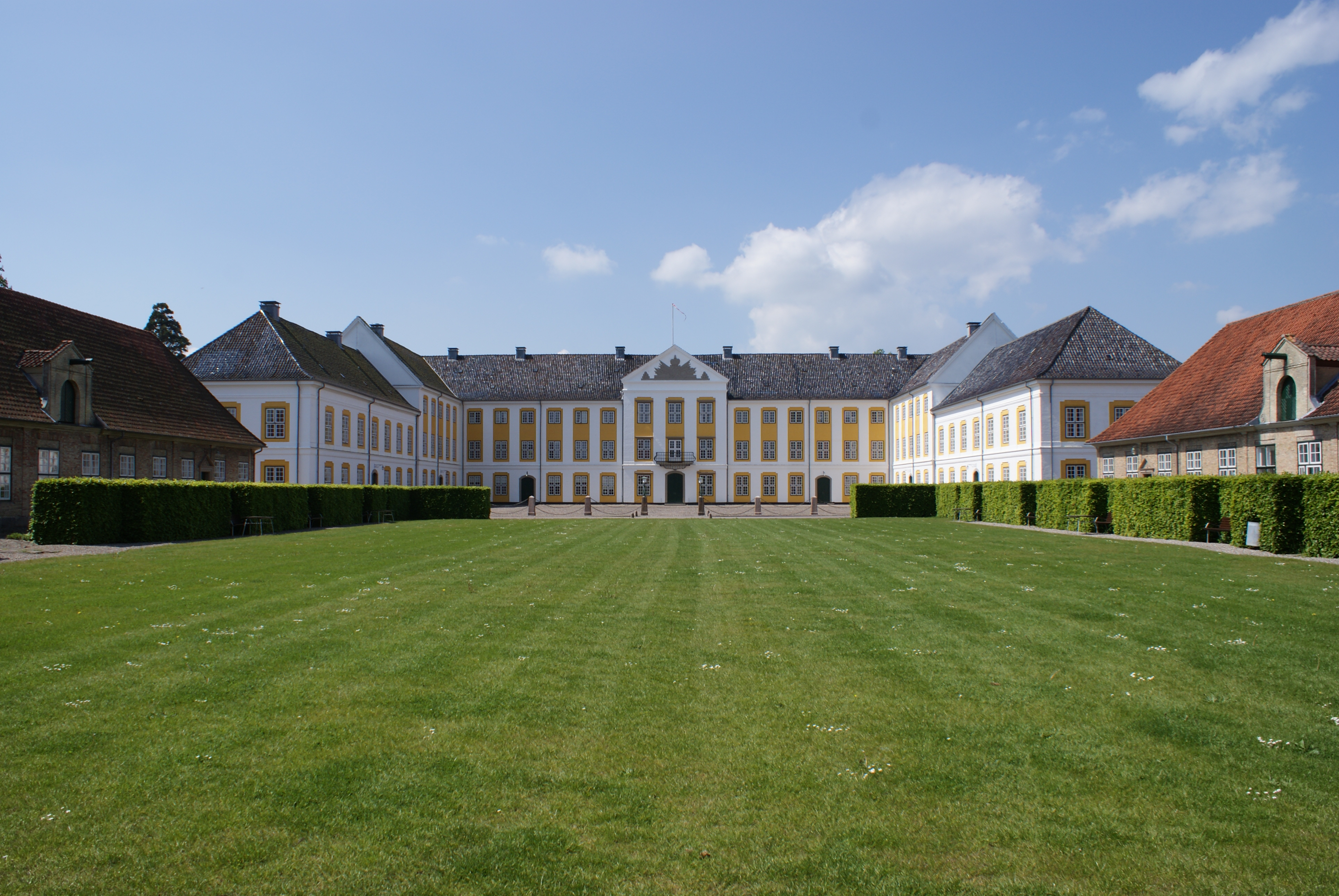
Замок Августенборг
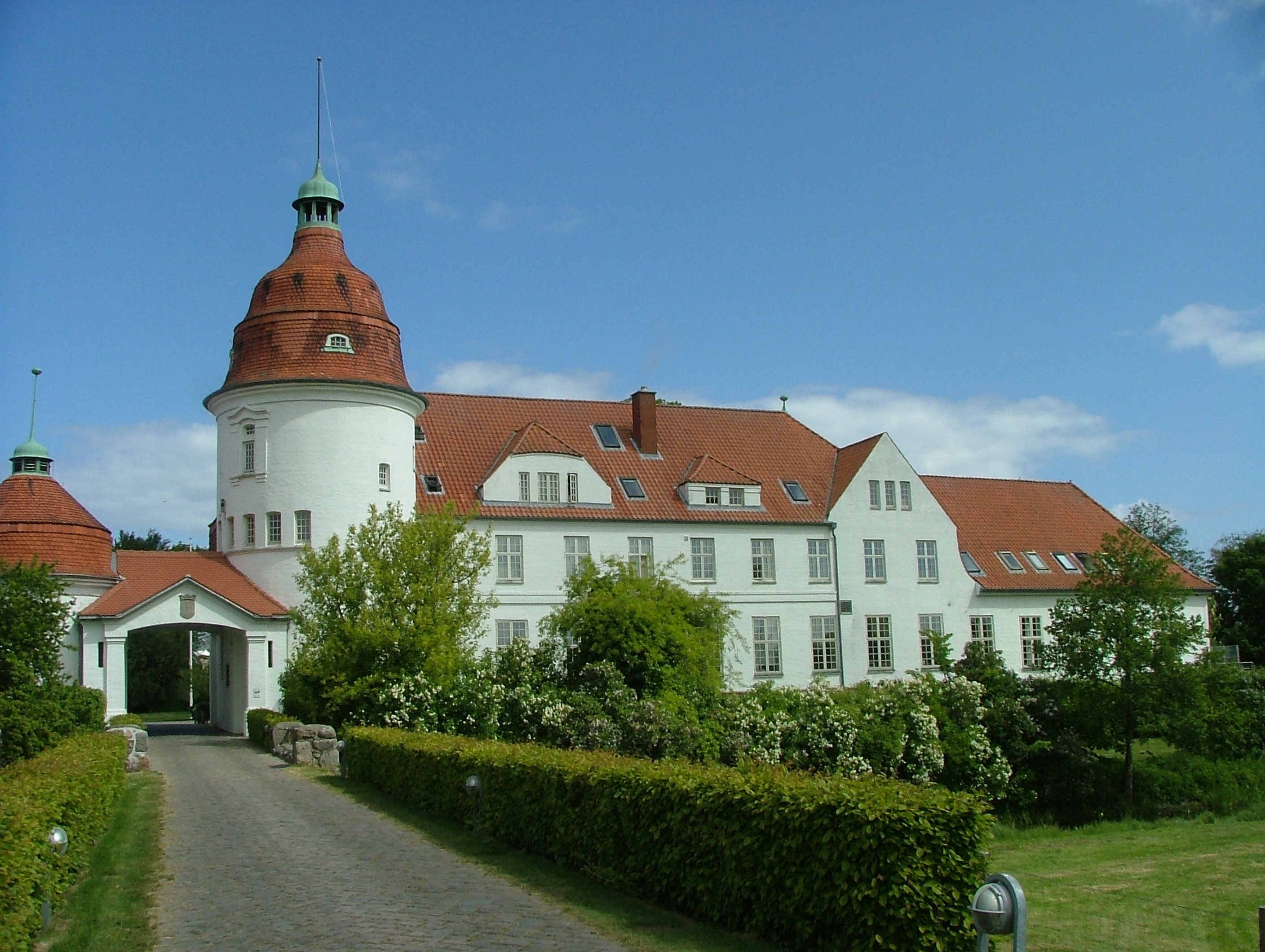
Замок Нордборг
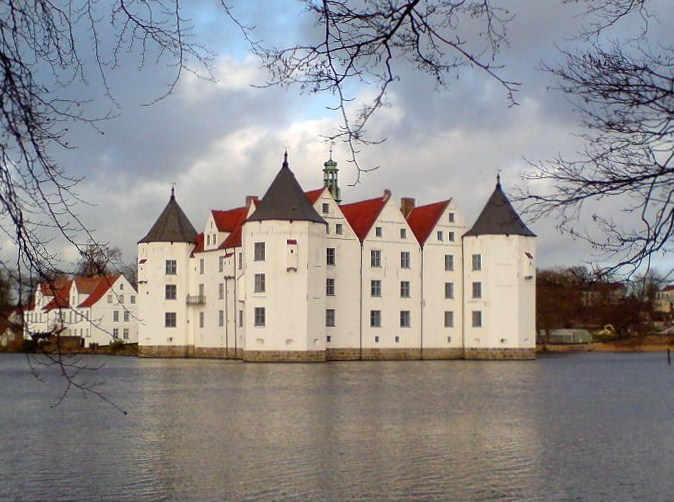
Замок Глюксбург